# なんで私が神説教
『なんで私が神説教』（なんでわたしがかみせっきょう）は、2025年4月12日から6月14日まで日本テレビ系「土曜ドラマ」枠で放送されたテレビドラマ。主演は広瀬アリス。

## あらすじ
わけあって実家寄生のニート生活を送っていた麗美静は、それを心配する母親の叶子とその友人である加護京子に強引に説き伏せられ、私立名新学園の高校教師として2年ぶりに社会復帰する。
やる気もなく興味もなかった高校教師をやることとなった静は、今どきの生徒とはクセの強い教員たちから程よい距離感でリスクを避けるように指示されて深く関わらないでいた。だが、いじめをイジリであると主張する生徒についカッとなったことで、したくもない説教をする羽目となる。

## キャスト

### 主要人物
麗美静（うるみ しずか）〈28〉
演 - 広瀬アリス
私立名新学園2年10組の担任で国語教師。元会社員でニート生活を送っていたが、叶子と京子から強引に説き伏せられたことで2年ぶりに社会復帰する。人と深く接することが苦手で、自分の考えや思ったことも表にほぼ出さない。物静かだが根は負けず嫌い。京子からは「しーちゃん」と呼ばれている。
大学生のころからSNSで「SEE」というハンドルネームで日々あったことや思っていたことを綴っていた。

### 私立名新学園

#### 教員
浦見光（うらみ ひかる）〈30〉
演 - 渡辺翔太（Snow Man）
2年9組の担任で数学教師。熱意があり、思ったことは遠慮なく口に出すタイプだが少し抜けている天然。校長派。静とは名字が似ているため、彼女を下の名前で呼んでいる。愛されキャラで生徒との距離感が近いため、女子生徒から恋愛相談をよくされている。

林聖羅（はやし せいら）〈25〉
演 - 岡崎紗絵
2年8組の担任で英語教師。プライベート第一主義の今どき女子。彼氏との結婚を考えており、静同様、教師という仕事に熱い想いを持っていない。

大口美幸（おおぐち みゆき）〈45〉
演 - 野呂佳代
2年1組の担任で世界史教師。学年主任。人当たりはいいが生徒にも教師にも厳しく恐れられている。保と不倫関係にある。
教頭派であったが、本来は校長派であったといい、教頭派が消滅してからは、校長派となった。

森口源治（もりぐち げんじ）
演 - ダンカン（第3話 - 最終回）
櫂の叔父で理事長。

湯川浩太郎（ゆかわ こうたろう）
演 - とっきー
2年2組の担任で化学教師。

高柳裕美（たかやなぎ ゆみ）
演 - 鈴木花梨
2年3組の担任で美術教師。

三島康成（みしま やすなり）
演 - 林いえきち
2年4組の担任で文学国語教師。

織田遙子（おだ はるこ）
演 - 国生理央奈
2年6組の担任で日本史教師。

大谷誠也（おおたに せいや）
演 - 飛永龍男
2年7組の担任で保健体育教師。

教師
演 - てん田博之

新庄保（しんじょう たもつ）〈51〉
演 - 小手伸也
教頭。事なかれ主義者。既婚者ではあるが、美幸と不倫関係にある。入学希望者が激減し、経営難に陥った学園を改善するために学校改革委員会を発足させて委員長となっていたが、静が委員会に入ってからは委員長の座を櫂に譲り、その補佐に回る。
しばらくは櫂派になっていたが、静や京子によって櫂が追い込まれ、源治が強制退学者リストに反対したことから、櫂派を離脱する。

森口櫂（もりぐち かい）〈40〉
演 - 伊藤淳史
2年5組の担任で政治・経済の教師。他者との関わりを避けているがデータ魔でもあり、得意分野について振られると話が止まらなくなる。2年前までは経営コンサルタントをしていた。
実は源治の甥であり、来年から理事長になる後継者。経営再建のため、学校改革委員会の委員長となり、進学校としてのブランド力を汚しかねない75人の素行不良の生徒を一斉退学させようとする。
学生時代は裕福な家で育ち、勉強もできていたため、育ちが悪かった生徒たちからいじめを受けており、それが原因で家庭環境の悪い生徒たちを恨むようになった。

加護京子（かご きょうこ）〈50〉
演 - 木村佳乃
校長。叶子の大学時代からの親友で、静のことも幼いころから知っている。

#### 2年10組の生徒
内藤彩華（ないとう いろは）
演 - 豊嶋花
クラスの一軍グループ。明るくてイジられキャラ。自分に自信がなくとにかく周りに気を遣う。
陽奈たち1軍グループからイジリと称したいじめを受けていたが、陽奈と最初は友達になりたかったと静に相談する。

七海海斗（ななみ かいと）
演 - 水沢林太郎
クールでいつもクラスを俯瞰で見ている。
中学2年の時にクラスメートをささいな口論で殴ってケガをさせており、SEEの文章に共感し、DMを送り、その言葉に救われたという。だが、SEEがネット上から突然姿を消したが、静がスマートフォンに貼っていたSEEのステッカーを見て彼女がSEEであることに気付く。

綿貫陽奈（わたぬき ひな）
演 - 清乃あさ姫
クラスの1軍グループのリーダー。友だち思いではあるが、プライドが高く常に自分が中心でいたい。

太田璃子（おおた りこ）
演 - 新井美羽
クラスの1軍グループ。気が強くてしっかり者だが実は打たれ弱い。
凛太郎と付き合っていたが、彼が友理奈と浮気していたことを知り、彼から別れを告げられる。

秦凛太郎（はた りんたろう）
演 - 羽村仁成
優しくて天然キャラで周りから愛される。
璃子と付き合っていたが、友理奈と浮気していたことがバレ、彼女と別れて友理奈と付き合うこととなる。
1年5組の時は脇坂と同じクラスで、いつも1人でクラスのみんなとはほとんど喋ってなかったといい、イジメていた人もいなかったことを静に話す。

西畑塁（にしはた るい）
演 - 林裕太
明るいお調子者。中学時代はピッチャーで県大会で優勝し、スポーツ特待生として名新学園に入学。元野球部。
高校1年生の時の交通事故で右腕を怪我したことで野球部を辞めており、野球が忘れられずにいた。だが、静からの説教を聞いたことで野球を忘れることができたと彼女に報告する。

安藤友理奈（あんどう ゆりな）
演 - 志田こはく
ダンス部。ルールに縛られたくない、我が道を行くタイプ。
密かに凛太郎のことが好きであったが、璃子と付き合っていることを知っておきながら、彼と浮気しており、凛太郎が璃子と別れたことで彼と付き合うこととなる。

宮沢圭太（みやざわ けいた）
演 - 吉田晴登（第1話 - 第3話・最終回）
成績優秀で誰にでも優しい。母子家庭で常に母親を気遣っている。
家庭が経済的に苦しいため、ママ活をしていた。だが、櫂にそのことがバレ、退学処分となる。
その後、脇坂が流出させた強制退学者リストによって名新学園が危機に追い込まれている中で静と再会し、自分や2年10組の生徒が彼女の言葉によって救われたと激励する。

小早川麻衣（こばやかわ まい）
演 - 松本麗世
クラスの1軍グループ。クラスイチの美少女で母親が保護者会会長。自身の家は古くから学園付近の名士で創立時から学園を支援し現在も多額の寄付金を納めている。実は大学生と付き合っている。

田沢太一（たざわ たいち）
演 - 島村龍乃介
サッカー部。海斗が過去に起こした暴力事件を知っており、彼にライバル意識を持って下に見ていた。
静の中傷張り紙の写真をSNSにあげたことを海斗に責められ、彼に殴られたと主張するが、光に体育館裏に監視カメラがあると嘘を告げられたことで、殴られたのが嘘であると認める。

清水廉（しみず れん）
演 - 大原由暉
バスケ部。クラスイチのお調子者。予備校に通うも成績は振るわない。

渋谷恋（しぶや こい）
演 - 石川萌香
流行に敏感。特に美容と韓国アイドルに詳しい。メイク動画など投稿していて密かに人気がある。
全然痩せないことを静に相談し、無理して痩せない方がいいというアドバイスを受ける。

高坂愛（こうさか あい）
演 - 佐月絵美
アニメ好きで声優志望。大学には行かず声優の専門学校を目指そうとしているが、親と問題がある。

小林南（こばやし みなみ）
演 - 染谷隼生
バスケ部。バスケに夢中で一度も恋愛をしたことがない。周りに乗っかり流されやすい性格だが、実は負けず嫌い。

梶山樹（かじやま いつき）
演 - 藤本洸大
クラスの委員長。人望があって生真面目なのになぜか惜しいと言われている。平和主義。

佐野琴音（さの ことね）
演 - 宮下結衣
家がお金持ちでピアノが得意。若干コミュ障気味で心配性。クラスメイトの目を気にしている。

本田愛美（ほんだ まなみ）
演 - 八木響生
テニス部。サバサバした性格で女子から恋愛相談をよくされる。1軍グループを毛嫌いしている。

五十嵐理玖（いがらし りく）
演 - 宗像隼司
弓道部。無口で地味だが密かに人気がある。後輩と付き合っている。

田村萌（たむら もえ）
演 - 鈴木夢
美術部。美大を志望していて独特の感性の持ち主。頑張り屋でいつも明るい。

奈良原広輔（ならはら こうすけ）
演 - 石川悠人
歴史部。歴史オタクでいつも歴史の本を読んでいる。好きな歴史上の人物は坂本龍馬。

三井あかり（みつい あかり）
演 - 宮城弥生
バスケ部。学校のゴシップ大好きでいつも騒いでいる。好きなことには一点集中。

青木大和（あおき やまと）
演 - 水野哲志
美術部。ナルシスト。女子からよくイジられている。

福田奈緒（ふくだ なお）
演 - 野口詩央
4人姉妹の長女でしっかりもの。男子をよくイジる。頭が良く特待生として入学。

柳原由愛（やなぎはら ゆあ）
演 - 山口永愛
バスケ部の幽霊部員。ムードメーカーでクラス全員と仲が良い。トーク術に長けている。

高見佳奈子（たかみ かなこ）
演 - 陣野小和
書道部。兄2人の影響で、同級生を幼稚に感じている。精神年齢が高く友達に素直になれない。

長尾紗理奈（ながお さりな）
演 - 渡辺怜亜
クラスの副委員長で風紀委員的ポジション。成績優秀で野球部のマネージャー。

加藤亮一（かとう りょういち）
演 - 樋口拓哉
軽音楽部。父親が医者で医学部を目指すように言われているが音楽の道に進みたい。小さなことでもすぐ悩んでしまう。

村田由衣（むらた ゆい）
演 - すずきゆい
ダンス部。お調子者でマイペース。クラスの盛り上げ役で怒るのが苦手。

横田渉（よこた わたる）
演 - 村瀬星哉
休み時間はスマホゲーム。eスポーツで将来一攫千金を狙っている。女性に奥手。

安原綾子（やすはら あやこ）
演 - 野中梨緒那
読書好きで物知り。基本無口だが、言うべきことはハッキリ言い周りを驚かせる。

吉野大輔（よしの だいすけ）
演 - 田村継
アニメオタク。夜遅くまでアニメを見ているので、よく机で寝ている。

### 周辺人物
麗美叶子（うるみ かなこ）〈51〉
演 - 堀内敬子
静の母。静に教職に就くのを勧めた張本人。

鈴木愛花（すずき あいか）〈30〉
演 - 志田未来（第2話・第4話 - 最終回）
ゲームセンターをパトロールしている静に、プリントシールを忘れている、と声をかける女性。後に名新学園の元教師で静の前に2年10組の担任だったが体調を新学年になって早々に崩して休職していたことがわかる。光と3年前から交際している。
2年前に学校でいじめを受けていた妹の花恋が自殺し、「SEE」こと静からのDMを見つけたことで彼女の言葉がきっかけで妹を死に追いやったと思うようになり、彼女を憎むようになる。
自ら学園に乗り込み、静が花恋を殺した人殺しであると2年10組の生徒に伝える。そして、教師になってかつて自分が担当していた2年10組の生徒たちに説教をしていたことが許せず、静に教師をやめるよう懇願するも、静からの説教を受けた2年10組の生徒たちが静を受け入れた様子を見て、花恋のために教師を続けるという返答に、それは生徒が決めることとその場を去った。それ以降は憑き物が落ち、静に謝罪し、脇坂のことを話す。
後に、休職した理由が体調不良ではなく、精神が不安定な状態で、花恋をいじめた美鈴に詰め寄ったことが原因であると判明する。その後、教師に復帰するために就活中であることが光から語られた。

### ゲスト

#### 第1話
ファミレス店員
演 - ほしのディスコ（パーパー）
静が久しぶりに外出して入ったファミレスの店員。

女性
演 - 八鍬有紗
電車で空いた優先席に座るギャル。浦見に老婦人に席を譲るよう言われるが、カバンのマタニティーマークを見せて自分は妊婦だと告げる。

老婦人
演 - 木村八重子
電車で浦見に席が空いたと声をかけられる高齢女性。

#### 第2話
鈴木花恋（すずき かれん）〈享年17〉
演 - 菅原咲月（乃木坂46）（第4話 - 第8話）
高校2年生。静の回想シーンの葬式会場の遺影になっている女子高校生。愛花の妹。
2年前、学校でクラスメイトからいじめられており、歳の離れた姉もやりたかった仕事をしており、邪魔をしたくないため、「逃げてもいい」という「SEE」と名乗っていた静の言葉に救われていたことからそのことをDMで何度か相談するが、いじめが深刻になってきたときに「辛かったらいつでも逃げ出していいと思う。自分の人生なんだから好きなように生きるべきじゃないかな?」という返答を受けたため、その後歩道橋から飛び降り自殺した。

山口
演 - 横野遥
名新学園生徒。食堂で浦見に恋愛相談を持ちかけ、彼から「人を好きになるということは素晴らしいことだからガンバレ！」とアドバイスされる。

#### 第3話
真山理恵（まやま りえ）
演 - 野波麻帆
圭太のママ活相手。40代。圭太に高級時計や金銭を与えていたが、彼が大学生だと年齢を詐称していたことを知り、詐欺で訴えると学校に電話してくる。

宮沢弘子
演 - 濱田万葉
圭太の母。シングルマザーで女手一つで圭太を育てている。

#### 第4話
七海真紀（ななみ まき）
演 - 雛形あきこ
海斗の母。海斗が中学のころに暴力を振るっていた夫と離婚したことでシングルマザーとなる。スーパーで働いている。海斗が中学2年の時に暴力事件を起こしており、息子のことを信用していない。

田沢直子
演 - 中島亜梨沙
太一の母。保護者会役員。静に対する中傷張り紙の件で学校に説明を求めて乗り込んで来る。

保護者
演 - 野口雅、伊藤佳寿子、奈良井志摩、菊地伸枝
直子と共に学校に乗り込んで来る2年10組の生徒の保護者。

#### 第5話
小早川皐月（こばやかわ さつき）
演 - 小沢真珠（第6話）
麻衣の母親。保護者会会長。
麻衣を含めた2年生の生徒11名の喫煙写真を巡って開かれた保護者役員会で、櫂が作った強制退学者リストの存在を知っており、その計画にも賛成していたことを聖羅に明かす。

山崎大（やまざき だい）
演 - 前原滉（第7話）
聖羅の恋人。教師になってから職場の愚痴ばかりになった聖羅に別れを告げる。
名新学園に水道修理業者のアルバイトとして来るが、役者の先輩でもあった早川から自分を含めた劇団員たちから借りていた計10万円を今日中に返すように言われ、トイレの場所を聞くために訪れた職員室で聖羅の財布にあった10万円を抜き取る。そして、トイレの修理を終えたところで聖羅に遭遇したことでトイレに立てこもり、聖羅や早川から詰め寄られるも、静の説教を彼らとともに聞く。その後、静の説教を聞いた聖羅は大のことが大嫌いになったという。

松本來未（まつもと くみ）、岩井千晶（いわい ちあき）
演 - 大木美里亜、米倉ゆい
1年前、退学処分になっている名新学園の元生徒。1年8組で聖羅が当時担任だった。授業態度も悪く学園で喫煙していたという。
名新学園に侵入して生徒のスマートフォンに、彩華や陽奈たち2年生の生徒11名が写った1年前にカラオケボックスで喫煙をしていたとみられる写真のデータを無差別で共有していった。その後、櫂に11人全員が喫煙をしていた動画を提供する。

#### 第6話
早川誠
演 - 庄司智春（品川庄司、第7話）
エアロバイクによるフィットネスジム「FEELCYCLE」でトレーナーのアルバイトをしている男性。本業は劇団員。
劇団の後輩でもある大に金を貸しており、名新学園へ水道修理にやってきた大に詰め寄る。

綿貫千亜紀
演 - 原史奈
陽奈の母。

内藤早知
演 - 肘井ミカ
彩華の母。世話はするし学校にも通わせているが、子育てには無関心型の毒親。

スタッフ
演 - 池田和樹
チラシを配る「FEELCYCLE」スタッフ。

#### 第7話
スタッフ
演 - 青木泰寛
山崎大とともに名新学園の水道の蛇口の修理に来た水道工事「水漏れバスターズDX」スタッフ。

野球部員
演 - 青山俊雄
塁の元部活仲間。

#### 第8話
脇坂春樹（わきさか はるき）
演 - 萩原護（第9話・最終回）
1年生の2月ごろに体調不良を訴えて長期療養しており、2年になってから一度も登校していない2年10組の生徒。愛花には心を開いていた。1年5組の時は櫂が担任であり、両親は無関心型の毒親で異常なまでの承認欲求はその親の影響によるもので、高校に入って自分の頭の良さに気づいてからは周囲を見下すようになり、人を弄び困らすことで異常なまでの承認欲求を満たすヤバいヤツになったという。
1年の時にイジメられていたと静に相談し、自分をイジメた生徒に謝罪させろと要求するが、2年10組の生徒や名新学園の教師たちには心当たりがなく、後に愛花の証言によってイジメられているというのが狂言であったと判明する。
保が破り捨てた強制退学者リストを見つけたことで櫂を脅していた。そして、強制退学者リストやそれを作った櫂が自白する動画をSNSに流出させ、全校集会でも新庄がリストの存在を認めたものの、ほかの教師たちに対して責任はないのかと追及するも、静の説教を聞いた2年10組の生徒全員が彼女を信じているという言葉を聞き、学園を去る。

五十嵐美鈴
演 - 中野深咲
花恋をいじめていた生徒。彼氏といたところを偶然出会った愛花に「なんで花恋を殺したあなたが幸せそうなの?」と激昂される。

## スタッフ
- 脚本 - オークラ[1]
- 音楽 - 横山克[1]
- 主題歌 - アイナ・ジ・エンド「Aria」（avex trax）[34]
- 学校教育監修 - 高野慎太郎
- 数学監修 - 菅弥生
- 演出 - 内田秀実、南雲聖一、苗代祐史[35]
- チーフプロデューサー - 荻野哲弘[1]
- プロデューサー - 藤森真実、白石香織（AX-ON）[1]
- 制作協力 - AX-ON[1]
- 製作著作 - 日本テレビ[1]

## 放送日程
| 各話                                                                        | 放送日  | サブタイトル                             | 演出     | 視聴率 |
| --------------------------------------------------------------------------- | ------- | ---------------------------------------- | -------- | ------ |
| 第1話                                                                       | 4月12日 | やる気ゼロ教師のとんでもない説教         | 内田秀実 | 6.1%   |
| 第2話                                                                       | 4月19日 | 恋人がいる人を好きになっちゃいけないの?  | 内田秀実 | 5.2%   |
| 第3話                                                                       | 4月26日 | 教師が生徒をリストラ!?                   | 南雲聖一 | 5.9%   |
| 第4話                                                                       | 5月03日 | 一度失敗した人間は社会から追放!?         | 南雲聖一 | 5.3%   |
| 第5話                                                                       | 5月10日 | つらい時は、逃げ出してもいいの?          | 内田秀実 | 5.1%   |
| 第6話                                                                       | 5月17日 | 生徒を退学させるために学校が裏工作!?     | 苗代祐史 | 6.4%   |
| 第7話                                                                       | 5月24日 | 日曜の学校で立てこもり事件発生!?         | 内田秀実 | 5.0%   |
| 第8話                                                                       | 5月31日 | 静に復讐の手が迫る!?                     | 南雲聖一 | 4.1%   |
| 第9話                                                                       | 6月07日 | 不登校の生徒が学園に嵐を巻き起こす!      | 南雲聖一 | 5.7%   |
| 最終回                                                                      | 6月14日 | ラストで最大の神説教が炸裂!学園の行方は… | 内田秀実 | 5.4%   |
| 平均視聴率 5.4%（視聴率はビデオリサーチ調べ、関東地区・世帯・リアルタイム） |         |                                          |          |        |

## スピンオフドラマ
『なんで私まで神説教!?』のタイトルで、動画配信サービス「Hulu」にて、6月7日の第9話放送終了後から配信。全3話。

### キャスト（スピンオフドラマ）
- 浦見光 - 渡辺翔太（Snow Man）[47]（1）
- 林聖羅 - 岡崎紗絵[47]（1 - 3）
- 太田璃子 - 新井美羽[47]（1・3）
- 新庄保 - 小手伸也[47]（1）
- 大口美幸 - 野呂佳代（2・3）[48]
- 大河内 - 内藤秀一郎[48]（2）
- 教師 - てん田博之[48]（2）
- 森口櫂 - 伊藤淳史[48]（3）
- 綿貫陽奈 - 清乃あさ姫[48]（3）
- 小早川麻衣 - 松本麗世[48]（3）
- 木越明[48]（3）

### スタッフ（スピンオフドラマ）
- 監修 - オークラ
- 脚本 - 安部裕之
- 演出 - 苗代祐史、内田秀実
- チーフプロデューサー - 荻野哲弘
- プロデューサー - 藤森真実、白石香織（AX-ON）
- 制作協力 - AX-ON
- 製作著作 - 日本テレビ

### 配信日程（スピンオフドラマ）
| 各話  | 配信日  | サブタイトル       |
| ----- | ------- | ------------------ |
| 第1話 | 6月07日 | 浦見光の神説教     |
| 第2話 | 6月14日 | 聖羅・大口の神説教 |
| 第3話 | 6月14日 | 森口櫂の神説教     |